# Blütezeit des Islam

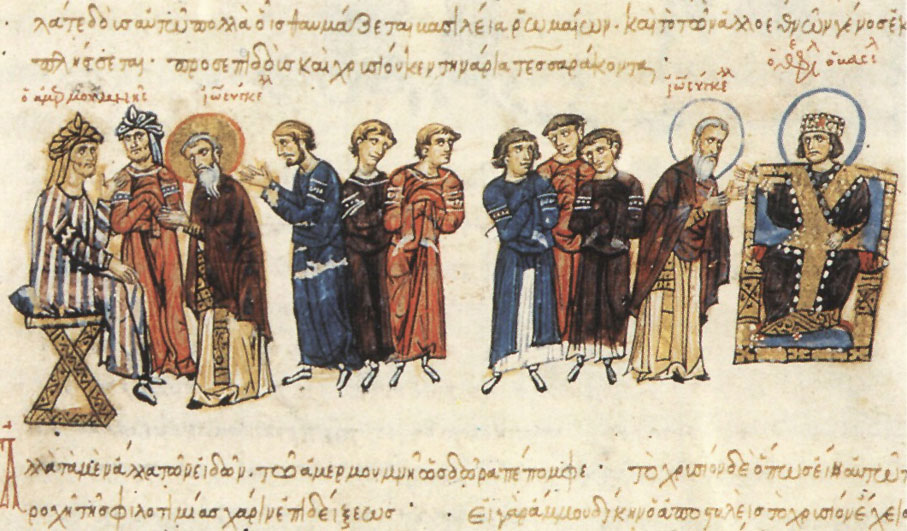
Der abbasidische Kalif al-Ma'mūn (links) und der byzantinische Kaiser Theophilos (rechts) in der byzantinischen Botschaft vom Patriarch Johannes VII. Grammatikos in 829; Detail aus der Madrider Bilderhandschrift des Skylitzes

Als Blütezeit des Islam (auch Goldenes Zeitalter des Islam genannt) wird in der populärwissenschaftlichen Literatur die unter den Abbasiden (750 n. Chr. – 1258 n. Chr.) entwickelte Zivilisation in den islamisch beherrschten Gebieten bezeichnet. Ein Zentrum für Kunst, Kultur, Wissenschaft und Forschung entstand in wenigen Jahrzehnten in der im Jahr 762 gegründeten Stadt Bagdad. Es beerbte die wenige Kilometer entfernte von den Arabern zu Beginn der islamischen Expansion eroberte Metropole Seleukia-Ktesiphon, die Hauptresidenz des spätantiken Sassanidenreichs.
Ebenfalls zu einem Zentrum des Wissens und der Literatur entwickelte sich die Region Chorasan in Zentralasien. Sie bildete später den Kern der iranischen Renaissance.
Auch das von den Mauren beherrschte Al-Andalus, insbesondere das Emirat von Córdoba/Kalifat von Córdoba und das spätere Emirat von Granada im Süden der Iberischen Halbinsel erreichten im Mittelalter eine Blüte an Kultur und Wissenschaft.
Die führende Stellung in den Wissenschaften ist noch heute an der arabischen Vorsilbe al- bei grundlegenden Fachbegriffen wie Algebra, Alchemie, Alkohol und Alkalien erkennbar. Die bekanntesten Wissenschaftler waren in folgenden Gebieten tätig:

## Medizin

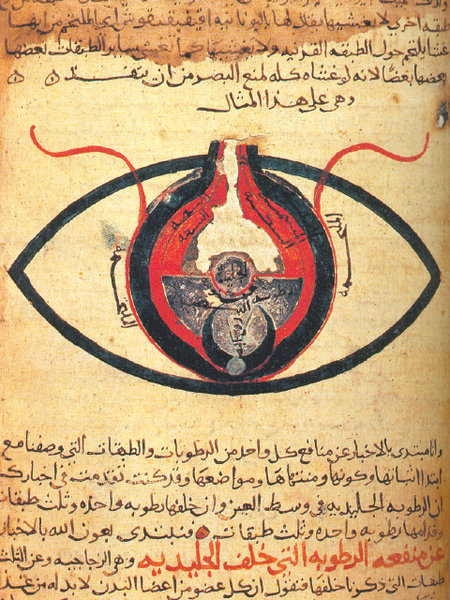
Darstellung des menschlichen Auges nach Hunayn ibn Ishaq, aus einem Manuskript um 1200.

- Hunayn ibn Ishaq, latinisiert Johannitius (809–874), christlich-arabischer Mediziner, Geschichtsschreiber, mit Übersetzungen des Aristoteles, Hippokrates und Galenos sowie durch bedeutende Bücher über die Einführung in die Medizin und Augenheilkunde bekannt geworden.
- Abu Bakr Mohammad Ibn Zakariya al-Razi, latinisiert Rhazes (865–925), persischer Universalgelehrter, erkannte als einer der ersten den Unterschied zwischen Pocken und Masern und probte bereits mit Gipsverbänden zur Heilung von Knochenbrüchen. Sein medizinisches Werk blieb bis zum 17. Jahrhundert unangefochten bestehen.
- Ibn Sina, latinisiert Avicenna (980–1037), der bekannteste Mediziner des Islam und Perser. Er übersetzte die Schriften des Aristoteles, Hippokrates und Galenos. Außerdem verfasste er den Kanon der Medizin, welcher bis zum 17. Jahrhundert das wichtigste Buch über die Heilkunde darstellte.
- Ibn an-Nafis (gestorben um 1288) entdeckte durch theoretische Überlegungen den kleinen Blutkreislauf.

## Mathematik

Mit Girih-Kacheln bestehend aus fünf verschiedenen Fliesenformen, die gemeinsam aperiodisch wiederholte Muster formen, waren islamische Architekten der westlichen Welt um mehr als fünfhundert Jahre voraus: Die Ornamente einiger orientalischer Bauten weisen eine so genannte quasikristalline Geometrie auf.

- Durch die Verwendung der indischen Zahlschrift löste der persische Mathematiker al-Chwarizmi zu Beginn des 9. Jahrhunderts eine Revolution der Rechenmethoden aus. Des Weiteren ist das Wort Algorithmus auf ihn zurückzuführen und in seinem Werk Hisab al-dschabr wa-l-muqabala erklärt er (wie am Titel zu erkennen) den für die damalige Mathematik erneuerten Rechenzweig Algebra.
- Bedeutende Entdeckungen im Bereich der Trigonometrie (Sinussatz, Tangentenregel) machte der persische Gelehrte Abu l-Wafa (940–998). Er übersetzte zudem Ptomemaios’ Hauptwerk Almagest ins Arabische.
- al-Bīrūnī (973–1048) war einer der großen Universalgelehrten des Mittelalters.
- Der persische Mathematiker, Astronom, Philosoph und Dichter Omar Chayyām (1048–1131) erfand unter anderem das Dreieck der Binomialkoeffizienten und beschrieb die Lösung kubischer Gleichungen.

## Astronomie
- Der bedeutendste Astronom war Muhammad Ibn Dschubair al-Battani, latinisiert Albategnius oder Albatanius (858–929). Er überlieferte die Astronomie von Ptolemäus und bestimmte unter anderem die Schiefe der Ekliptik und die Tagundnachtgleiche.
- Abd ar-Rahman as-Sufi (903–986) schrieb ein Buch über die bekannten Sternbilder mit Sternnamen und Helligkeiten.
- Ibn Yunus (950–1009), der Hofastronom am Kalifenhof, stellte die „Hakimitischen Planetentafeln“ auf.
- Abu Ali al-Hasan ibn al-Haitham, latinisiert Alhazen (965–1040), Astronom und Physiker, steuerte Werke über Optik und Planetenbewegungen bei, die bis Kepler maßgeblich waren. Er erkannte die Grundlagen des Sehvorganges, die Bedeutung der Linsenkrümmung und beschrieb das Prinzip der „Camera Obscura“.
- Ali ibn Abi r-Ridschal, latinisiert Abenragel[4] (um 1040), verfasste das umfangreichste Lehrbuch des Mittelalters über Astrologie. Alfons X. ließ es ins Kastilische übersetzen.
- Der Experimentalphysiker des Mittelalters war Abu l-Fath Abd ar-Rahman (al-Chazini) im 12. Jahrhundert. Er konstruierte unter anderem Wasseruhren, Quadranten, Zirkel und erstellte die „Sandjarische Tafeln“ zur Planetenbestimmung.
- Muhammad Taragay (Ulugh Beg) (1394–1449), schuf als Herrscher in Samarkand, das größte Observatorium der damaligen Zeit. Sein Handbuch über die Astronomie wurde in der Genauigkeit erst von Brahe übertroffen.
- Mariam al-Asturlabi war eine Astronomin aus Aleppo und ist als einzige Frau für die aufwendige Herstellung von Astrolabia bekannt.

Sternnamen wie Aldebaran, Algol, Altair, Rigel und andere sowie die Bezeichnung Zenit und Nadir kommen aus dem Arabischen.

## Chemie
- Dschābir ibn Hayyān, latinisiert Geber, der vermutlich  in der 2. Hälfte des 8. Jahrhunderts wirkende arabische Gelehrte, führte physikalisch-chemische Experimente durch und trug in seinen naturphilosophischen Schriften (Geber-Schriften) eine große Sammlung alchemistischen Wissens zusammen.

## Geographie
- Zu den bedeutendsten islamischen Geographen des Mittelalters zählten der in Diensten des normannischen Königs Roger II. von Sizilien stehende Muhammad asch-Scharif al-Idrisi, latinisiert Dreses (1099–1166), der Karten der zu seiner Zeit bekannten Erdteile anfertigte, und der in Córdoba lebende Abū ʿUbaid al-Bakrī (1014–1094).

- Ibn Battūta (1304–1377) schildert ausgedehnte Reisen in Asien, Afrika und an der Schwarzmeerküste.

## Philosophie

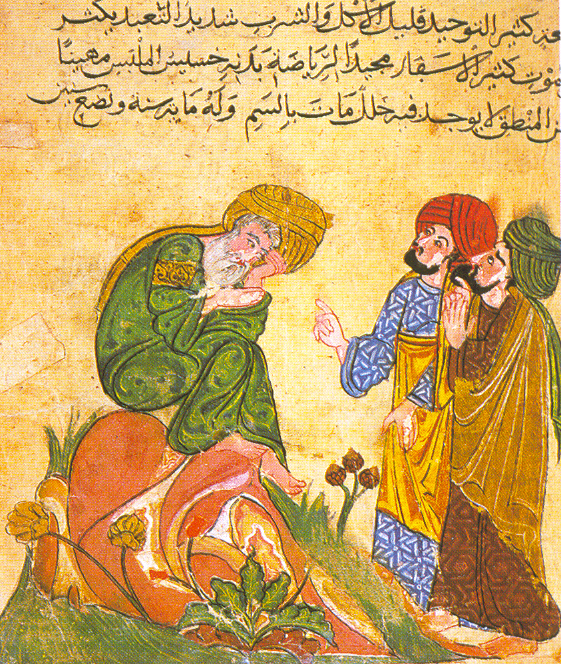
Ein arabisches Manuskript aus dem 13. Jahrhundert: Sokrates (Soqrāt) in Diskussion mit seinen Schülern

- Ibn Ruschd, latinisiert Averroes, zählt neben al-Bīrūnī zu den größten Universalgelehrten des Islam. Er verfasste eine medizinische Enzyklopädie und fast zu jedem Werk des Aristoteles einen Kommentar. In der christlichen Scholastik des Mittelalters, auf die er großen Einfluss ausübte, wurde er deshalb schlicht als „der Kommentator“ bezeichnet, so wie Aristoteles nur „der Philosoph“ genannt wurde.
- al-Kindī, latinisiert Alkindus, ließ zahlreiche Werke von Aristoteles und anderen griechischen Philosophen durch Mitarbeiter, die zum Teil griechisch-christlicher Herkunft waren, übersetzen. Er gilt als erster großer Philosoph des Islam und war einer der Begründer einer mathematischen Denkweise in der Philosophie → Logik.